# Ixobrychus dubius
El avetorillo australiano (Ixobrychus dubius) es una especie de ave pelecaniforme de la familia Ardeidae propia de Australasia.

## Taxonomía
La especie fue descrita científicamente por el ornitólogo australiano Gregory Mathews en 1912 como Ixobrychus minutus dubius. El epíteto específico dubius viene del latín «dubium» que significa dudoso. Durante mucho tiempo ha sido tratada como una subespecie del avetorillo común (Ixobrychus minutus), o del avetorillo de Nueva Zelanda (Ixobrychus novaezelandiae). Sin embargo, la evidencia molecular ha demostrado que está más estrechamente relacionada con avetorillo chino (Ixobrychus sinensis) que con las formas africana y paleártica y en la actualidad es reconocida como especie completa.

## Descripción
Mide entre 25 y 36 cm de longitud y pesa entre 60 y 120 gramos, con un promedio de 84 g. Es un avetorillo muy pequeño y una de las garzas más pequeñas del mundo. El macho adulto tiene las partes superiores en gran parte negras, incluida una gorra negra, mientras que las partes inferiores, así como el cuello, el pecho y los lados de la cabeza, son castaños. Tiene grandes manchas de color ante en los hombros, visibles en vuelo. El plumaje de la hembra es más apagado, de color marrón con rayas en el dorso y la corona. Las aves inmaduras son similares a la hembra.